# 125P/Spacewatch
125P/Spacewatch, indicata anche come cometa Spacewatch 1, è una cometa periodica appartenente alla famiglia delle comete gioviane. La sua orbita attuale fa sì che possa essere ben osservata solo ogni due passaggi al perielio.